# NGC 6493
NGC 6493 (другие обозначения — UGC 11011, MCG 10-25-105, ZWG 300.84, PGC 60961) — галактика в созвездии Дракон.
Этот объект входит в число перечисленных в оригинальной редакции «Нового общего каталога».